# Cinnamomum porphyrium
Cinnamomum porphyrium, laurel tucumano o ayuinandí, es una especie de frondosos árboles de la familia de las Lauraceae, que viven típicamente en los bosques umbrosos mixtos de Bolivia, Argentina, en faldeos a altitudes de 500 a 1000 m s. n. m.

## Nombre común
- Laurel de la falda, laurel del cerro, laurel de la selva, laurel tucumano, ayuinandí, cascarillo.

## Descripción
Alcanza de 20 a 30 m de altura, y de entre 8 a 15 dm de diámetro en el tronco. De hojas pequeñas, brillantes, flores insignificantes, tronco grueso, corto hasta las primeras inserciones de los gajos, razonablemente rectilíneo y a veces retorcido. Fruto cúpula basal.

## Uso
Aplicaciones restringidas al uso local doméstico. Sus caracteres fisicomecánicos es que tiene madera blanda y liviana a semipesada, con un peso específico de 580 a 620 kg/m³. Presenta albura amarilla ocrácea, duramen castaño parduzco, textura mediana, grano derecho y veteado fuerte.